# Siegmund Helms
Siegmund Helms (* 14. Dezember 1938 in Nordhorn; † 30. Juni 2025 in Köln) war ein deutscher Musikwissenschaftler, Musikpädagoge und Hochschullehrer. 

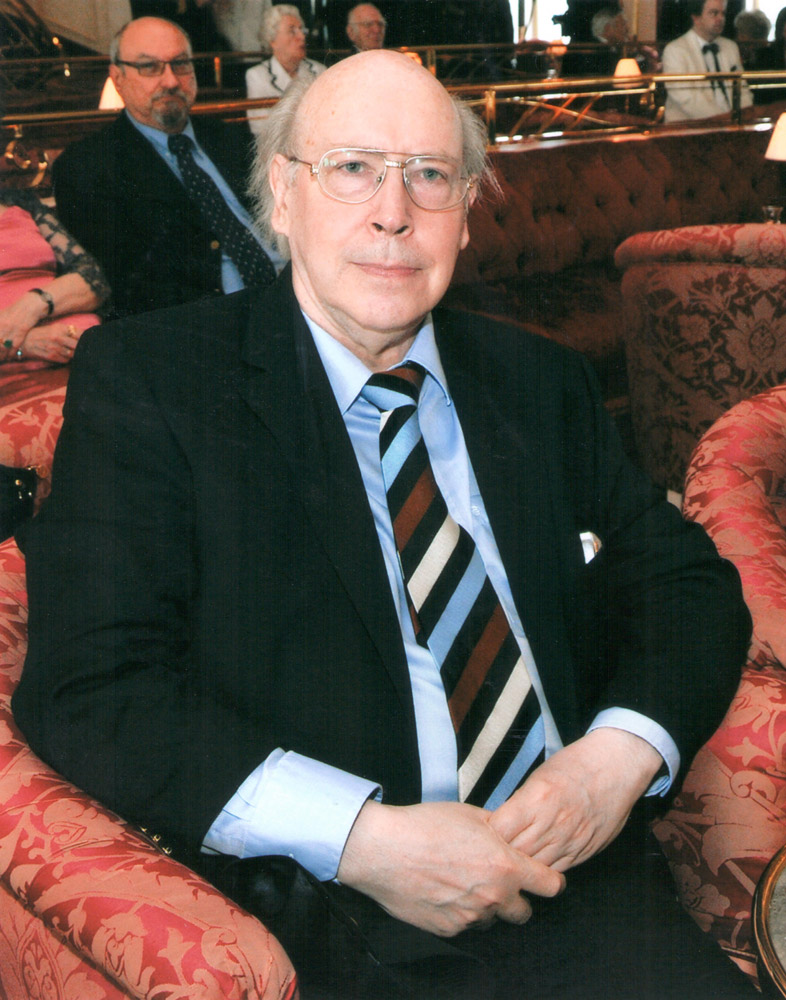
Siegmund Helms (2015)

## Leben
Helms studierte ab 1958 in Hannover, Marburg und Berlin Schulmusik (inkl. Philosophie, Psychologie, Pädagogik) und Geographie sowie Musikwissenschaft (inkl. Musikethnologie). 1967 promovierte er an der Freien Universität Berlin zum Dr. phil. mit einer Dissertation über Die Melodiebildung in den Liedern von J. Brahms und ihr Verhältnis zu Volksliedern und volkstümlichen Weisen. Das erste und das zweite Staatsexamen legte er 1964 in Berlin und 1968 in Kassel ab. Danach war er in Göttingen im Schuldienst tätig.
Von 1971 bis 1974 war Helms Dozent für Musikpädagogik an der Pädagogischen Hochschule Bayreuth sowie von 1974 bis 1977 Professor für Musikpädagogik an der Musikhochschule Frankfurt. Anschließend übernahm er bis 2002 eine Professur für Musikpädagogik an der Musikhochschule Köln, wo er unter anderem als Leiter des Instituts für Schulmusik und als stellvertretender Direktor der Musikhochschule Rheinland (Name der Musikhochschule Köln von 1972 bis 1987) sowie später auch als Dekan des Fachbereichs Musikpädagogik/Musikwissenschaft eingesetzt wurde.
Helms war Vorsitzender mehrerer deutscher musikpädagogischer Vereinigungen und Mitglied in internationalen Gremien. Darüber hinaus war er in vielfältiger Weise publizistisch tätig. Von 1966 war er mit der promovierten Musikwissenschaftlerin Marianne Helms (geb. Henze) verheiratet. Am 8. Juli 2025 wurde er auf dem Friedhof Dellbrück beisetzt.

## Veröffentlichungen (Auswahl)

### Bücher
- Schlager in Deutschland (Hg.), Breitkopf & Härtel Wiesbaden 1972, ISBN 3-7651-0066-8
- Außereuropäische Musik, Breitkopf & Härtel Wiesbaden 1974, ISBN 3-7651-0080-3 (schwed. Übersetzung Stockholm 1985)
- Musik in der Werbung, Breitkopf & Härtel Wiesbaden 1981, ISBN 3-7651-0174-5
- Lexikon der Musikpädagogik (Hg. mit H. Hopf und W. Heise), Bosse Verlag Regensburg 1984, ISBN 3-7649-2247-8
- Handbuch der Schulmusik (Hg. mit H. Hopf und E. Valentin), Bosse Verlag Regensburg 1985, ISBN 3-7649-2002-5
- Werkanalyse in Beispielen (Hg. mit H. Hopf), Bosse Verlag Regensburg 1986, ISBN 3-7649-2276-1
- Musikpädagogik und Musikwissenschaft (Hg. mit H. Hopf und A. Edler), Noetzel Verlag Wilhelmshaven 1987, ISBN 3-7959-0479-X
- Musikpädagogik – Spiegel der Kulturpolitik, Gustav Bosse Verlag Regensburg 1987, ISBN 3-7649-2300-8
- Musikpädagogische Literatur 1977-1987 – Eine Auswahlbibliographie, Gustav Bosse Verlag Regensburg 1988, ISBN 3-7649-2335-0
- Musikpädagogik zwischen den Weltkriegen – Edmund Joseph Müller, Möseler Verlag Wolfenbüttel/Zürich 1988, ISBN 3-7877-3602-6
- Schülerbild – Lehrerbild – Musiklehrerausbildung (Hg. mit U. Günther), Verlag Die Blaue Eule Essen 1992, ISBN 3-89206-449-0
- Neues Lexikon der Musikpädagogik (Hg. mit R. Schneider und R. Weber), Sach- und Personenteil, Bosse Verlag Kassel 1994 und 2001, ISBN 3-7649-2541-8
- Kompendium der Musikpädagogik (Hg. mit R. Schneider), Bosse Verlag Kassel 1995, 2. Aufl. 2000, ISBN 3-7649-2552-3
- Verwerfungen in der Gesellschaft – Verwandlungen in der Schule (Hg. mit B. Jank und N. Knolle), Wißner Verlag Augsburg 1996, ISBN 3-89639-034-1
- Handbuch des Musikunterrichts (3 Bände) (Hg. mit R. Schneider und R. Weber), Bosse Verlag Kassel 1997, ISBN 3-7649-2671-6, ISBN 3-7649-2672-4, ISBN 3-7649-2673-2
- Lübbes Musical-Führer (Hg. mit M. Kruse und R. Schneider), Gustav Lübbe Verlag Bergisch Gladbach 1998, ISBN 3-404-60445-8
- Praxisfelder der Musikpädagogik (Hg. mit R. Schneider und R. Weber), Bosse Verlag Kassel 2001, ISBN 3-7649-2674-0
- Allgemein bildende Schule und Musikschule in europäischen Ländern (Hg.), Bosse Verlag Kassel 2002, ISBN 3-7649-2467-5
- Die große Musikschule – Kinder und Jugendliche lernen musizieren (Hg.), Naumann & Göbel Köln 2003, ISBN 3-625-21125-4
- Das grosse Buch der Kinderlieder (Hg.), Naumann & Göbel Köln 2004, ISBN 3-625-10599-3
- Liederbuch für Kinder (Hg.), Schwager & Steinlein Verlag Köln o. J., ISBN 978-3-89600-835-0
- Lexikon der Musikpädagogik (Hg. mit R. Schneider und R. Weber), Bosse Verlag Kassel 2005 (völlig überarbeitete Neuauflage), ISBN 3-7649-2540-X
- Die schönsten Volks- und Wanderlieder (Hg.), Komet Verlag Köln 2006, ISBN 3-89836-520-4
- Heinrich Helms: "Nun gute Nacht, meine Lieben!" – Briefe aus dem Zweiten Weltkrieg (Hg.), Verlag Monsenstein und Vannerdat Münster 2006, ISBN 978-3-86582-291-8

### Sonstige Veröffentlichungen
- Ca. 100 Aufsätze, darunter:
- Zahlen in J. S. Bachs Matthäus-Passion, in: Musik und Kirche, H. 1–2, 1970, S. 18–27 und 100–110 (sowie: Zahlensymbolik in der Musik Bachs, in: Musik und Bildung, H. 3/1970, S. 113–116)
- Johannes Brahms und das deutsche Kirchenlied, in: Der Kirchenmusiker, H. 2/1970, S. 39–48
- Brahms und Bach, in: Bach-Jahrbuch 1971, S. 13–81
- Stilmerkmale japanischer Musik, in: Musik und Bildung, H. 1/1975, S. 218–227
- Musikpädagogik und außereuropäische Musik, in: Musik und Bildung, H. 4/1976, S. 192–195
- Musikpädagogik und Musikgeschichte, in: D. Altenburg (Hg.): Ars musica – Musica scientia (Fs. für H. Hüschen), Verlag Gitarre und Laute Köln 1980, S. 240–245
- Musiklehrerausbildung in der Bundesrepublik Deutschland zwischen Kunstanspruch und Schulalltag, in: Journal der Musikhochschule Köln, Nr. 1 / 1982, S. 4f.
- Zum Stand der vergleichenden Musikpädagogik, in: R. Klinkhammer (Hg.): Schnittpunkte Mensch – Musik, Bosse Verlag Regensburg 1985, S. 180–184
- Auge und Ohr – Zur Visualisierung von Musik und Musikalisierung von Bildern, in: Musik und Unterricht, H. 2/1990, S. 2–11
- Das Instrument in der Musikpädagogik, in: Musik und Unterricht, H. 6/1991, S. 2–8
- Wirkungen von Musik, in: Musik und Unterricht, H. 18/1993, S. 3
- Schrift und Klang, in: Musik und Unterricht, H. 24/1994, S. 4–9

- Lexikon-Artikel, Berichte, Rezensionen sowie Schulfunksendungen für den NDR
- Editionen (Werke von J. Brahms und J. H. Schein)

### Mitherausgeber von Schriftenreihen und Zeitschriften
- Materialien zur Didaktik und Methodik des Musikunterrichts (Hg. mit G. Rebscher und N. Linke), Breitkopf & Härtel Wiesbaden
- Perspektiven zur Musikpädagogik und Musikwissenschaft (Hg. mit W. Gieseler und R. Schneider), Bosse Verlag Regensburg / Kassel
- Musikwerke im Unterricht (Hg. mit Kl. Velten), Bosse Verlag Regensburg / Kassel
- Materialien für den Musikunterricht (Hg. mit R. Schneider), Con Brio Verlagsgesellschaft Regensburg
- Musikpraxis in der Schule (Hg. mit R. Schneider), Bosse Verlag Kassel
- Zeitschrift für Musikpädagogik (Schriftleiter mit R. Weber u. a.), Bosse Verlag Regensburg
- Zeitschrift Musik und Unterricht (Hg. mit W. Gruhn, Fr. Hoffmann, R. Schneider, R. Weber), Friedrich Verlag Velber bei Hannover (von 1990 bis 1998)
- Internet-Zeitschrift Europäisches Musik Journal (European Music Journal) (Hg. mit W. Gruhn und R. Schneider), Verlag für Neue Medien Freiburg i. Br. (von 1999 bis 2000)